# Старфельт, Вивека
Сольвейг Вивека Старфельт (швед. Solveig Viveka Starfelt; 24 декабря 1906, Хельсингборг — 24 февраля 1976, Стокгольм) — шведская писательница, переводчик и журналистка.

## Биография и творчество
Вивека Старфельт родилась в 1906 году в Хельсингборге. Её родителями были Эмиль Старфельт, адвокат, и его жена Вера Франке. После окончания школы Вивека изучала языки в Лундском университете. Она трижды была замужем; последним её мужем стал писатель и переводчик Свен Бартель.
Литературный дебют Вивеки Старфельт состоялся в 1938 году, когда вышел её роман «Narkissos»: книга для девочек, повествующая о постепенном взрослении и влюблённости девушки по имени Наркиссос. Возможно, он был создан под влиянием произведений для девочек, которые
Старфельт переводила с английского языка. В последующих своих произведениях, в частности, в романе «Silverbröllop» (1939), она затрагивала более сложные темы, в том числе политические, выступая с критикой нацизма и антисемитизма. В 1940-х — 1960-х годах она также создала ряд автобиографических произведений, исторических романов и детективных историй. В 1968 году Вивека Старфельт получила премию Фонда шведских писателей (Sveriges författarfonds premium till personer för belöning av litterär förtjänst) за совокупность литературного творчества.
Помимо писательской деятельности, Вивека Старфельт много занималась переводами, в первую очередь художественной литературы. Начав с переводов книг для девочек, в том числе Этель Тёрнер и Элинор Портер, она затем переводила произведения Перл Бак и Агаты Кристи, а также письма Франца Кафки. В сотрудничестве с мужем она перевела сборник рассказов Карен Бликсен. В общей сложности Вивека Старфельт перевела около сорока книг, в основном с английского, а также с датского, французского, норвежского и немецкого языков.
Вивека Старфельт умерла в 1976 году и была похоронена на Северном кладбище в Сольне.